# Papp Zoltán (orvos)
Papp Zoltán (Mezőkövesd, 1942. február 3. –) orvosprofesszor, szülész-nőgyógyász, klinikai genetikus, egészségügyi menedzser, igazságügyi orvosszakértő, az ezredforduló egyik kiemelkedő orvosegyénisége, évtizedeken át a hazai szülészet-nőgyógyászat vezető személyisége, 2014-től a Semmelweis Egyetem professor emeritusa, 2017-tól az Orvosi Hetilap főszerkesztője.
A szülészetben, klinikai genetikában és nőgyógyászatban elért kimagasló, nemzetközileg visszaigazolt tudományos munkássága, iskolateremtő gyógyító klinikai és veleszületett oktatói tehetségén nyugvó egyetemi tanári tevékenysége, valamint innovatív szervező és irányító egyetemi klinikaigazgatói életműve karizmával megáldott egyéniségét kortársai fölé emelték. Szellemisége és tisztessége, önzetlen és szerény személyisége példaként szolgál a következő orvosgenerációk számára.  

## Életpályája
A mezőkövesdi Szent László Gimnázium 1940 és 1967 közötti igazgatója, néhai Dr. Papp Zoltán (1904–1981) és felesége, Szabó Magdolna (1913–1995) harmadik gyermekeként 1942. február 3-án született Zoltán általános és gimnáziumi tanulmányai után az orvosi pályát választotta. [Edit nővére (1935–1972) bírónő, Judit nővére (1940–) tanárnő lett.] Szülőhelyén, a Szent László Gimnáziumban 1960-ban érettségizett, majd Debrecenben a Debreceni Orvostudományi Egyetemen 1966-ban „summa cum laude” minősítéssel általános orvosi diplomát szerzett. 1966 szeptemberétől az egyetem szülészeti és nőgyógyászati klinikáján dolgozott és oktatott, 1970-től tanársegédként, 1974-től adjunktusként, 1982-től docensként, 1985-től egyetemi tanárként. 1972-ben védte meg kandidátusi és 1981-ben akadémiai doktori értekezését. Szakképesítései: szülészet-nőgyógyászat (1970), humángenetika (1979), egészségügyi menedzser (1998), klinikai genetika (2009). Wellcome Trust kutatói ösztöndíjjal egy-egy évet töltött az Egyesült Királyságban, Edinburghban (MRC Clinical and Population Cytogenetics Unit, Western General Hospital, University of Edinburgh, 1978) és Oxfordban (Department of Medical Genetics, John Radcliffe Maternity Hospital, University of Oxford, 1984/85) tanult és dolgozott. 1990–2007 között a Semmelweis Egyetem I. számú (Baross utcai) Szülészeti és Nőgyógyászati Klinikájának igazgatója. Több alkalommal (1999, 2004, 2013) volt New Yorkban a Cornell Egyetemen és Newarkban a New Jersey Egyetemen vendégprofesszor. Nyugdíjba vonulása után 2010-ben megalapította a Maternity Szülészeti és Nőgyógyászati Magánklinikát. 2017-tól az 1857-ben alapított, nagy múltú Orvosi Hetilap főszerkesztője.

## Munkássága
Dr. Papp Zoltán orvosprofesszor neve négy kiemelkedő tevékenysége folytán biztosan fennmarad a magyar orvostudomány történetében:  A Debreceni Orvostudományi Egyetemen megalapította és megalapozta új diszciplínaként a klinikai genetikát és nemzetközileg elsők között a magzati genetikai diagnosztikát (1966-1990. A debreceni szülészeti klinikán genetikai tanácsadást és terhesség alatti genetikai szűréseket szervezett, kidolgozta és bevezette a genetikai amniocentézist, a citogenetikai, a molekuláris genetikai és a fetopatológiai vizsgálatokat a klinikai gyakorlatba. Nemzetközileg elsők között diagnosztizált amniocentézis útján nyert magzatvíz sejtjeiből 21/22-es transzlokációs Down-szindrómát.  Gyermekgyógyász feleségével, Dr. Váradi Valériával a hajdúsági romák inbred közösségében felfedezett egy autoszomális recesszíven öröklődő multiplex malformációs szindrómát, melyet a McKusick’s Online Mendelian Inheritance in Man, OMIM) katalógus Váradi–Papp-szindróma néven (Orofaciodigital syndrome Type VI) szerepeltet a genetikai betegségek között (OMIM azonosító: 277170, citogenetikai lokalizáció: 5p13.2, gén: CPLANE1).  Bevezette a klinikai genetika kötelező tantárgyat az orvosképzés curriculumába, melyet 17 éven át egyedül oktatott (1973–1990).  Meghatározó szerepe volt abban a nemzetközi multicentrikus MRC tanulmányban, mely bizonyította a folsav szerepét a velőcsőzáródási rendellenességek kialakulásában.  Közvetlen irányításával az általa szervezett munkacsoport tudományos munkássága eredményeként több száz közlemény és 16 tudományos fokozat született. A Semmelweis Orvostudományi Egyetemen a Baross utcai Női Klinikát Semmelweis Ignác nyolcadik tanszéki utódaként és a klinika igazgatójaként 1990 és 2007 között a szülészet-nőgyógyászat nemzetközileg is elismert fellegvárává fejlesztette. (A Klinika igazgatói Semmelweis Ignác után: Diescher János, Kézmárszky Tivadar, Bársony János, Kubinyi Pál, Frigyesi József, Horn Béla és Csömör Sándor.)  Saját alapítványi forrásokból innovatív szervezőkészséggel felújította a klinika épületét és helyiségeit, és a legmodernebb műszerekkel, készülékekkel és új vizsgáló eljárások elindításával gazdagította a betegellátást. Bevezette és magas színvonalra emelte a szülészeti és nőgyógyászati ultrahang-diagnosztikát, a genetikai tanácsadást és perinatális genetikai diagnosztikát, a fetopatológiát, a klinikai szindromatológiát, a szülészeti és nőgyógyászati pszichoszomatikát, az asszisztált reprodukciós technikákat és a nőgyógyászati endokrinológiát, továbbá a perinatológiát, a szülészeti aneszteziológiát, az intenzív neonatológiát, a nőgyógyászati onkológiát és a mikroinvazív sebészi technikákat. Több új műtéti eljárást dolgozott ki: genetikai amniocentesis, Papp-féle metroplastica abdominalis, idegkímélő radikális hysterectomia cum lymphadenectomia pelvica, módosított colpopexia infundibulopelvica, ligatura arteriae hypogastricae, kiterjesztett myomaenucleatio.  Tagja volt a Szenátusnak (1991–1994 és 2000–2003), elnöke a Habilitációs Bizottságnak (1994–1997), általános és klinikai rektorhelyettes (2000–2003), ÁOK Klinikai Bizottsági elnök (2004–2007) volt. A szülészet-nőgyógyászat három nyelvű oktatásán túlmenően a továbbképzést szolgálta az általa rendezett számos tudományos ülés és a legendás Baross utcai Szülészeti Esték sorozat, amelyet mintának tekintve országosan 21 követett. Vezető és szervező szerepet játszott a hazai szülészet-nőgyógyászat fővárosi (szakfelügyelőként, 1991–1995) és országos (szakmai kollégiumi elnökként, 1995–2004) irányításában, továbbá az országos tudománypolitikai szervezetekben: Elnöke volt az Egészségügyi Tudományos Tanács Tudományos és Kutatásetikai Bizottságának (TUKEB, 2001–2013), a Nemzeti Egészségügyi Tanácsnak (2009–2012), alelnöke a Parlament Nemzeti Fenntartható Fejlődés Tanácsának (2008–2012). 1991-től jelenleg is tagja az Egészségügyi Tudományos Tanács (ETT) Igazságügyi Bizottságának (jelenlegi elnevezése ETT Egészségügyi Területen Működő Igazságügyi Szakértői Testület).  Alapító (azóta tiszteletbeli) elnöke több szülészet–nőgyógyászati tudományos társaságnak (ultrahang-diagnosztika, asszisztált reprodukció, pszichoszomatika, szülészeti aneszteziológia, menopauza, endokrinológia). A Klinika 17 éves virágkorában több, mint 2000 tudományos közlemény jelent meg, továbbá 41 tudományos fokozat született. Számos nemzetközi folyóirat Editorial Boardjában betöltött szerepe és a Budapesten általa rendezett öt világkongresszus révén a Baross utcai Női Klinikát bekapcsolta a nemzetközi tudományos vérkeringésbe.  Nyugállományba vonulása (2007) után saját erőből 2010-ben megalapította a Maternity Szülészeti és Nőgyógyászati Magánklinikát, a magánegészségügy modell értékű sikeres vállalkozását.  A Klinikán öt év alatt átlátható közgazdasági feltételek között nemzetközi szintű betegközpontú perinatális és nőgyógyászati betegellátást valósított meg (a Klinika vezetését 2015-ben tanítványának, Dr. Hupuczi Petronellának adta át). A magánklinika az elmúlt 15 évben a magyar egészségügy egyik példaérétkű magánegészségügyi vállalkozásának bizonyult, a betegek száma meghaladja több fővárosi és megyei (állami) szülészet-nőgyógyászati osztály forgalmát.  Papp Zoltán professzor oktató munkássága újabb szakkönyvek írásával teljesedett ki. A szülészet-nőgyógyászati trilógiája (A várandósgondozás kézikönyve, A perinatológia kézikönyve, A nőgyógyászat kézikönyve, Medicina Könyvkiadó, 2016) és a tankönyvének 6. és 7. kiadása (A szülészet-nőgyógyászat tankönyve, Semmelweis Kiadó, 2021 és 2023) ekkor készült. Papp Zoltán professzor az orvosi szakkönyvtárát a Maternity Magánklinikának ajándékozta, amely a Klinika által létrehozott „Papp Zoltán Könyvtár” alapját képezi és szolgálja az orvosképzést, valamint Papp Zoltán professzor szellemiségének ápolását. Ezekben az években vált egyértelművé Papp Zoltán professzor nemzetközi visszaigazolása. Az Amerikai Szülészeti és Nőgyógyászati Kollégium tiszteletbeli doktoraként (FACOG, 2003) és az International Academy of Perinatal Medicine egyik alapítójaként (2005) 2008-tól az American Journal of Obstetrics and Gynecology nemzetközi Advisory Board tagja. A „WILLIAM LILEY” díj (2002) után elsőként kapta meg a 2010-ben alapított „ROBERTO CALDEYRO-BARCIA” életműdíjat a magzati genetikai diagnosztikai és a perinatológiai úttörő munkásságának elismeréseként. 80 éves születésnapján az American Journal of Obstetrics and Gynecology „A szülészet-nőgyógyászat óriásai” („GIANTS OF OBSTETRICS AND GYNECOLOGY”) közé választotta. A nagy múltú Orvosi Hetilap Szerkesztő Bizottsága és kiadója, az Akadémiai Kiadó, valamint tulajdonosa, a Markusovszky Lajos Alapítvány Kuratóriuma 2016-ban az Orvosi Hetilap főszerkesztőjének választotta. Papp Zoltán professzor Balogh Kálmán, Hőgyes Endre, Lenhossék Mihály, Vámossy Zoltán, Trencséni Tibor, Fehér János és Rácz Károly után Markusovszky Lajos alapító főszerkesztő nyolcadik utóda. A Markusovszky Lajos által 1857-ben alapított Orvosi Hetilap a világ hatodik legrégebbi orvosi hetilapjaként ma is teljesíti küldetését, a magyar orvostudomány vezető szakmai közéleti fóruma, a multidiszciplináris képzés és továbbképzés, valamint a szép és igényes orvosi nyelv ápolása révén meghatározó szerepet játszik az egészségügyben dolgozók általános és szakmai műveltségének szinten tartásában. Általános orvosi műveltségének és irodalmi szerkesztői érzékének köszönhetően az Orvosi Hetilap főszerkesztőjeként, orvosi pályafutásának hattyúdalaként odaadó alázattal a magyar orvostudomány teljes spektrumát képviseli és felkarolva a fiatalokat, támogatja az egyetemi és kórházi műhelyeket, továbbá meghatározó szerepe van az Orvosi Hetilap egyre növekvő nemzetközi elfogadtatásában, valamint a magyar orvosi nyelv megőrzésében és ápolásában.   Az Orvosi Hetilap nemzetközi sikerét jól példázza, hogy a „full text” letöltések száma a 2020-as 200 ezerről az elmúlt három évben évenként közel félmillióra emelkedett. A nemzetközi megmérettetést jól mutató impaktfaktor-érték folyamatos emelkedéssel az utolsó években 0,6-0,8 között stabilizálódott (2021: 0,707; 2022: 0,6; 2023: 0,8). A Journal Citation Reports (JCR), az IF értékeket mutató adatbázis alapján az Orvosi Hetilap a Medicine, General & Internal kategóriában Q4 helyett a korábban elérhetetlennek tűnő Quartilis-3 besorolást kapott! További siker, hogy a Scopus Sources listában az Orvosi Hetilap 2023-as évi CiteScore értéke 1,2 lett. (Ez 2022-ben 1,0 volt.) (Összegezve: IF: 0,8, ranked: Q3, increased citescore: 1,2.) Egy kis lélekszámú nemzet önálló nyelvén megjelenő laptól ez értékelendő teljesítmény. Ugyanakkor az Orvosi Hetilap a magyar nyelvű orvostudomány fennmaradásának a letéteményese.

## Tudományos teljesítményének mérőszámai
Dr. Papp Zoltán professzor közel hat évtizedes tudományos munkásságának scientometriai adatai 2024. végén): tudományos előadásainak száma 1083, írásban megjelent tudományos munkáinak száma 1400, tudományos dolgozatait közlő folyóiratok összesített impakt faktora >600, idézéseinek száma 13720, Hirsch-indexe 48. Ezek alapján a legnagyobb tudományos teljesítménnyel rendelkező hazai klinikus orvosok egyike. (Lásd az MTA MTMT adatbázisát.) Közvetlen irányításával 54-en szereztek PhD és heten MTA akadémiai doktori fokozatot. Élete során 48 könyvet írt vagy szerkesztett magyar vagy angol nyelven, melyek borítójának és tipográfiájának többségét maga tervezte.

## Díjai, elismerései

### Hazai elismerései
- Ifjúsági Díj (1983)
- Kiváló Orvos (1989)
- Mezőkövesd Díszpolgára (1997)
- Semmelweis Emlékérem és Jutalomdíj (1999)
- Magyar Köztársasági Érdemrend Tisztikeresztje (2005)
- Semmelweis Emlékérem (2007)
- Orvosi Hetilap Markusovszky Lajos Emlékérem (2007)
- Hőgyes Endre Díj (2011), Magyar Szülészeti és Nőgyógyászati Ultrahang Társaság Életműdíj (2021)

### Külföldi elismerései
- 1996-ban a Horvát Orvosi és Biológiai Ultrahang Társaságok Szövetségének tiszteletbeli tagjává (Honorary Member of the Croatian Association of Societies for Ultrasound in Medicine and Biology, Zagreb) választották
- A Polish Society of Gynecology tiszteletbeli (honoris causa) doktora (Cracow, 2003)
- Rendes tagja 2001 óta a Leopoldina Német Természettudományos Akadémiának (Deutsche Akademie der Naturforscher Leopoldina, Halle)
- 2006-tól a World Academy of Art and Science (Washington DC) akadémiának
- levelező tagja 2002-től a Horvát Orvostudományi Akadémiának (Croatian Academy of Medical Sciences, Zagreb)
- Az International Academy of Perinatal Medicine (IAPM) egyik alapítója (Barcelona, 2005)
- az American College of Obstetricians and Gynecologists tiszteletbeli tagja (Honorary Fellow of FACOG, New Orleans, 2003)
- A világviszonylatban vezető amerikai szaklap (American Journal of Obstetrics and Gynecology, AJOG) 20 tagú nemzetközi tanácsadó testületének 2007 óta tagja
- William Liley-díj (2002)
- Roberto Caldeyro-Barcia életműdíj (2010)
- Giant of Obstetrics and Gynecology (AJOG, 2022)

## Főbb művei
- - Szabó G., Papp Z. (eds.) Medical Genetics. Budapest: Akadémiai Kiadó, 1977.
  - Papp Z. Genetikai betegségek prenatális diagnosztikája. Budapest: Medicina, 1980.
  - Papp Z. Szülészeti genetika. Budapest: Medicina, 1986.
  - Papp Z. Obstetric Genetics. Budapest: Akadémiai Kiadó, 1990.
  - Papp Z. (ed.) Atlas of Fetal Diagnosis. Amsterdam-London-New York-Tokyo: Elsevier, 1992.
  - Papp Z. (szerk.) Klinikai genetika. Budapest: Golden Book, 1995.
  - Papp Z. (szerk.) Semmelweis Ignác klinikájának múltja és jelene. Budapest: Golden Book, 1996.
  - Papp Z. (ed.) Past and     Present of the First Department of Obstetrics and Gynaecology of Semmelweis University Medical School. Budapest: Golden Book, 1996.
  - Papp Z. (szerk.) A szülészet-nőgyógyászat tankönyve. Budapest: Semmelweis Kiadó, 1999, 2002, 2007, 2009.
  - Papp Z. (szerk.) Szülészet-nőgyógyászati protokoll. Budapest: Golden Book, 1999, 2002.
  - Papp Z., Görbe É., Hajdú J., Váradi V. (szerk.) Perinatológiai párbeszéd. Budapest: Golden Book, 2001.
  - Chervenak F.A., Kurjak A., Papp Z. (eds.): The Fetus as a Patient. The Evolving Challenge. London: Parthenon Publishing, 2002.  ·        
  - Papp Z. (szerk.) Egészséges nő szeretnék maradni. Budapest: White Golden Book, 2002.
  - Papp Z., Csabay L. A megújult Baross utcai Női Klinika. Budapest: Semmelweis Ignác Alapítvány,     2002.
  - Papp Z., Rodeck C. (eds.) Recent Advances in Prenatal Genetic Diagnosis. Bologna: Medimond Monduzzi Editore, 2004.
  - Papp Z. Semmelweis Ignác és Kézmárszky Tivadar nyomdokain. Budapest: Golden Book, 2008.
  - Papp Z. Egy szülészorvos naplójából. Budapest: Betűvirág Kiadó, 2012.
  - Papp Z. Tudásmorzsák. Tudományos önéletrajz. Budapest: MediArt, Akadémiai Kiadó, 2012-2013.
  - Papp Z. (szerk.) A várandósgondozás kézikönyve. Budapest: Medicina, 2016.
  - Papp Z. (szerk.) A perinatológia kézikönyve. Budapest: Medicina, 2016, 2018.
  - Papp Z. (szerk.) A nőgyógyászat kézikönyve. Budapest: Medicina, 2016.
  - Papp Z. A szülészet-nőgyógyászat tankönyve. Budapest: Semmelweis Kiadó, 2017, 2021, 2023.
  - Tóth Z., Tankó A., Papp Z. (szerk.) Szülészet-nőgyógyászati ultrahang-diagnosztikai atlasz. Budapest: Golden Book, 2019.
  - Papp Z. A szatmári Nagy-Károlytól Budapestig. Önéletrajzi zárójelentés. Budapest: Semmelweis Kiadó, 2022.